# Décès en 1371
Décès
- 1367
- 1368
- 1369
- 1370
- 1371
- 1372
- 1373
- 1374
- 1375

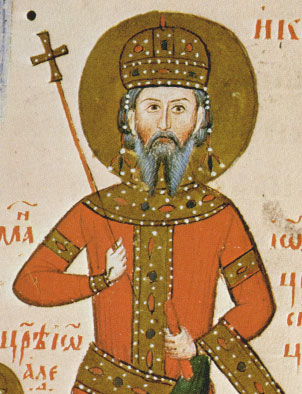
Ivan Aleksandre Asen, mort en 1371.

Cette page dresse une liste de personnalités mortes au cours de l'année 1371 :
- 31 janvier: Guillaume Turpin de Crissé, évêque d'Angers.
- 12 février : Gerlier de Nassau, prince-évêque de Mayence.
- 17 février : Ivan Aleksandre Asen, tsar de Bulgarie dont le règne s'étend, durant la période du Second empire bulgare, de 1331 à 1371.
- 22 février : David II, roi d'Écosse.
- 4 mars : Jeanne d'Évreux, reine de France et de Navarre.
- 19 avril : Bernard du Bosquet, cardinal français.
- 16 juin : Pierre d'Aigrefeuille, évêque de Tulle, de Vabres, de Clermont, d'Uzès, puis évêque de Mende et comte du Gévaudan.
- 10 août : Akashi Kakuichi,  moine bouddhique japonais.
- 23 août : Guy de Luxembourg-Ligny, comte de Saint-Pol et de Ligny, seigneur de Roussy, de Beauvoir, de Richebourg et d'Ailly.
- avant le 24 août : Valdemar II d'Anhalt-Zerbst, prince allemand de la  maison d'Ascanie corégent de la principauté d'Anhalt-Zerbst.
- 16 septembre : Jeanne de France, princesse française.
- 20 septembre : Jean Ier de Nassau-Weilburg, co-comte puis comte de Nassau-Weilburg.
- 26 septembre : Jovan Uglješa, despote serbe de Serrès.
- 4 décembre : 
  - Renaud III de Gueldre, duc de Gueldre et comte de Zutphen.
  - Stefan Uroš V, souverain serbe de la dynastie des Nemanjić.

- Adélaïde de Hesse, reine consort de Pologne
- Bouchard VII de Vendôme, comte de Vendôme et de Castres de la Maison de Montoire.
- Gao Ming, dramaturge chinois.
- Fiorenza Sanudo, duchesse de Naxos.
- Siméon Uroš, empereur des Roméens et des Serbes.

## Crédit d'auteurs
- Cet article est partiellement ou en totalité issu de l'article intitulé « 1371 » (voir la liste des auteurs).